# Маєвський Петро Михайлович
Має́вський Петро́ Миха́йлович (*25 червня 1893, Никонковичі, Львівщина — †3 червня 1982, Саут-Баунд-Брук, Нью-Джерсі, США) — український церковний і громадський діяч.
Митрополит Василь (Липківський) висвятив Петра Маєвського на священика 19 грудня 1921 року у Соборі Св. Миколая, а згодом благословив на церковне служіння за кордоном.
Отець Петро у 1933 — 1937 листувався з митрополитом Липківським і надсилав йому з Канади матеріальну допомогу, зберігши в цей час сім'ю митрополита від голодної смерті.
Отець Петро зберіг своє листування з митрополитом Василем Липківським і тексти проповідей, що той йому надсилав, а пізніше за допомогою Українського православного братства імені митрополита Василя Липківського видав їх у США:
- «Проповіді на неділі й свята. Слово Христове до українського народу» — У 1966 році.
- «Листи 1933 — 1937» — у 1980 році.

Отець Петро Маєвський був послідовником Української Автокефальної Православної Церкви (УАПЦ) Митр. Василя Липківського, відроженої у 1921 році в Україні, настоятелем парафії св. Володимира на Мелроз-авеню в Лос-Анджелес, Каліфорнія. Оскільки ні в Америці, ні в Канаді не було церкви, яка б стояла на ґрунті церкви 1921 року, о. Маєвський тримався незалежним від усіх інших церков. Погляд о. Маєвського почав мінятися коли у церкві митр. Мстислава, УПЦ в США, почали будувати пам'ятник Митрополитові Василю Липківському.

Позиція о. Маєвського справила значний вплив на форму цього пам'ятника. Свою думку щодо того, яким має бути пам'ятник митрополиту Липківському, о. Петро Маєвський висловив у листі до комітету:
|  | Митрополит Василь заслуговує не нагробник, а пам'ятник, що гармоніював би з величавою церквою-пам’ятником, а не наводив би на неї смуток і безсилля. Митрополит Василь — це немов український пророк Мойсей, що став впереді, щоб вивести український народ з московського дому неволі. Невже немає натхненного архітектора-скульптора, що міг би вкласти велич духа й чину митрополита у пам'ятник, перед яким кожен, навіть малосвідомий українець, відчув би величність особи, що їй присвячений пам'ятник, відчув би таємну силу в собі йти слідами великого борця — мученика — митрополита Василя?!... ... величавий, немов живий, пам'ятник належить митрополитові, а не скромний сумний нагробник... Прошу ласкаво Комітет взяти до пильної уваги ідею Пам'ятника й поставити його таким, що кликав би нас усіх — «Вперед до здобуття повної волі». |

Отець Маєвський почав переговори з митр. Мстиславом про приєднання його парафії до УПЦ в США. Таке приєднання відбулося, але о. Маєвський вже не дожив до того дня, як і не дожив до посвячення пам'ятника митр. В. Липківському 23 жовтня 1983 в Українському пантеоні у Саут-Баунд-Бруці в США.
Петро Матула описав свою одиноку зустріч з о. Маєвським 25 лютого 1982.